# CD Motagua
Der Club Deportivo Motagua ist ein Fußballverein aus Tegucigalpa, der Hauptstadt des mittelamerikanischen Staates Honduras. Seit Gründung der nationalen Profiliga 1965 gehört er dieser ununterbrochen an. Aufgrund seiner Vereinsfarbe ist der Verein auch als ciclon azul (blauer Zyklon) bekannt.
Der Klub wurde am 29. August 1928 unter Federführung von Marco Antonio Ponce, erster Präser des Vereins, und Marco Antonio Rosa auf der Basis der aufgelösten Vereine América, Honduras Atlética und Aguila gegründet. Der Verein wurde in einer patriotischen Geste nach dem damals zwischen Honduras und Guatemala umkämpften Grenzfluss Río Motagua benannt.

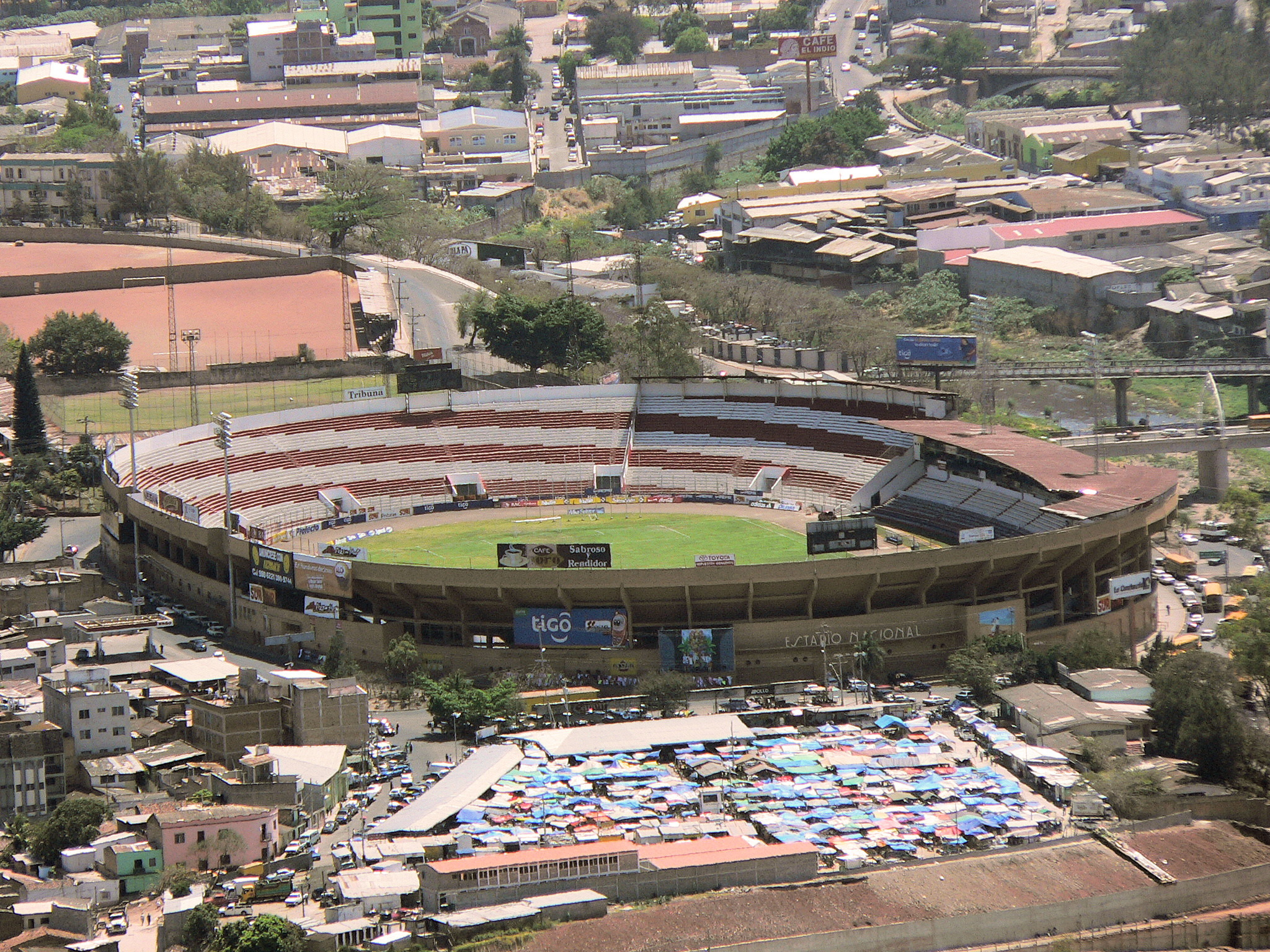
Das „Estadio Tiburcio Carías Andino“

1965 war der Verein Gründungsmitglied der nationalen Honduranischen Profiliga. In der Saison 1968/69 wurde Motagua unter Trainer Rodolfo Godoy erstmals Meister und gewann bei der Erstausspielung des Wettbewerbes auch den Pokal von Honduras. Seither gewann der Verein noch mehr als zehn weitere Meistertitel und ist damit hinter dem Stadtrivalen CD Olimpia der erfolgreichste Fußballverein von Honduras.
Motagua trägt – wie auch der Erzrivale Olimpia – seine Heimspiele im staatlichen Nationalstadion der Hauptstadt aus, das oft auch nach dem vormaligen Präsidenten von Honduras als Estadio Tiburcio Carías Andino bezeichnet wird. Das Stadion wurde 1948 eröffnet und fasst rund 35.000 Zuseher. Tiburcio Carías Andino – im Amt 1924 sowie von 1933 bis 1949 – war auch ein großer Freund und Förderer des Vereins und beschäftigte beispielsweise in der Amateurzeit auch zahlreiche Spieler des Vereins beim staatlichen Fuhrpark, der Garaje Nacional.
| \| Rekordtorschützen \| \| 1. 77 Tore: Angel Obando 2. 68 Tore: Oscar „Martillo“ Hernández 3. 54 Tore: Luis Alberto „Chito“ Reyes 4. 50 Tore: Jairo Manfredo Martínez 5. 50 Tore: Amado „Lobo“ Guevara 6. 46 Tore: Mario Blandón Artica 7. 40 Tore: Edwin Geovani Castro 8. 38 Tore: Hernán Juvini Carreño (Chile) 9. 37 Tore: Salvador Bernárdez Blanco 10. 36 Tore: José Francisco Ramírez 0bis zur Saison 2009/2010 \| |
| Rekordtorschützen |
| 1. 77 Tore: Angel Obando 2. 68 Tore: Oscar „Martillo“ Hernández 3. 54 Tore: Luis Alberto „Chito“ Reyes 4. 50 Tore: Jairo Manfredo Martínez 5. 50 Tore: Amado „Lobo“ Guevara 6. 46 Tore: Mario Blandón Artica 7. 40 Tore: Edwin Geovani Castro 8. 38 Tore: Hernán Juvini Carreño (Chile) 9. 37 Tore: Salvador Bernárdez Blanco 10. 36 Tore: José Francisco Ramírez 0bis zur Saison 2009/2010                               |